# Liste der Änderungen durch die Liturgiereform
Die Liste der Änderungen durch die Liturgiereform vergleicht synoptisch die liturgischen Neuerungen des römischen Ritus, im Einzelnen der Messordnung nach dem Missale Romanum, des Stundengebets bzw. des Breviers und der Riten der Sakramentsspendung gemäß dem Rituale Romanum durch die Liturgiereformen des 20. Jahrhunderts, insbesondere derjenigen nach dem Zweiten Vatikanischen Konzil.
Der Ablauf der erneuerten Riten (rechte Seite der Tabelle) ist jeweils durchlaufend nummeriert; für den tridentinischen Ritus (linke Seite der Tabelle) gibt die Ziffer die jeweilige Entsprechung an. Ein * steht für ein neu geschaffenes bzw. weggefallenes Element der Liturgie; ein + für eine Änderung des jeweiligen Elements.

## Heilige Messe

### Missale Romanumvon 1570/1962 undAltarmessbuchvon 1965
Zwischen 1962 (Liturgie von 1962 nach dem Missale Romanum) und 1965 (Altarmessbuch) ergaben sich folgende Änderungen der Messordnung:
| Missale Romanum von 1962 | Altarmessbuch von 1965 |
| --- | --- |
| Vorbereitungsgebete | Vorbereitungsgebete |
| Vormesse | Katechumenenmesse |
| Stufengebet | Stufengebet |
| - „In nomine Patris“ - „Introibo ad altare Dei“ - „Iudica me“ - „Confiteor“ - „Miseratur“/„Indulgentiam“ - „Deus tu conversus“ - „Aufer a nobis“/„Oramus te Domine“ - Inzens | - „In nomine Patris“ - „Introibo ad altare Dei“ - Entfällt: „Iudica me“ - „Confiteor“ - „Miseratur“/„Indulgentiam“ - „Deus tu conversus“ - „Aufer a nobis“/„Oramus te Domine“ - Inzens |
| Gebetsgottesdienst | Gebetsgottesdienst |
| - Introitus - Kyrie - Gloria - Collecta | - IntroitusMuttersprache - KyrieMuttersprache - GloriaMuttersprache - CollectaMuttersprache |
| Lehrgottesdienst | Wortgottesdienst |
| - Epistola (Lectio) - Graduale - Tractus - Alleluia - Sequenz - Evangelium - Predigt - Credo | - EpistolaMuttersprache - GradualeMuttersprache - TractusMuttersprache - AlleluiaMuttersprache - SequenzMuttersprache - EvangeliumMuttersprache - HomilieMuttersprache - CredoMuttersprache - Neu: Oratio universalis oder Oratio fidelium (Allgemeines Gebet, Gebet der Gläubigen)Muttersprache |
| Offertorium | Gabenbereitung |
| - Offertorium-Antiphon (im Requiem mit Vers) - Darbringung des Brotes: „Suscipe, sancte Pater“ - Vermischung von Wasser mit Wein: „Deus qui humanae substantiae“ - Darbringen des Weines: „Offerimus tibi, Domine“ - Selbstaufopferungsgebet: „In spiritu humilitatis“ - Segensgebet: „Veni, sanctificator“ - (Inzens) - Händewaschung: „Lavabo“ - Aufopferungsgebet: „Suscipe sancta Trinitas“ - Gebetseinladung: „Orate fratres“ - Gabengebet | - Offertorium-AntiphonMuttersprache - Darbringung des Brotes: „Suscipe, sancte Pater“ - Vermischung von Wasser mit Wein: „Deus qui humanae substantiae“ - Darbringen des Weines: „Offerimus tibi, Domine“ - Selbstaufopferungsgebet: „In spiritu humilitatis“ - Segensgebet: „Veni, sanctificator“ - (Inzens) - Händewaschung: „Lavabo“ - Aufopferungsgebet: „Suscipe sancta Trinitas“ - Gebetseinladung: „Orate fratres“ - Oratio super oblataMuttersprache                                                  |
| Canon Missae | Canon Missae |
| - Eröffnungsdialog: „Dominus vobiscum“ - Praefatio - Sanctus-Benedictus - Doxologie: „Per quem – Per ipsum.“ – „Amen“ | - Eröffnungsdialog: „Dominus vobiscum“ - Praefatio(Muttersprache) - Sanctus-BenedictusMuttersprache - Doxologie: „Per quem – Per ipsum.“ – „Amen“ |
| Opfermahl | Kommunionriten |
| - Oremus: Praeceptis salutaribus moniti - Paternoster (Amen still) - Libera nos - Brotbrechung und Vermischung (mit Pax Domini) - Agnus Dei - Friedensgebet: Domine Iesu Christe, qui dixisti - Vorbereitungsgebete - Ecce Agnus Dei - Domine, non sum dignus (×3) - Kommunion mit Communio-Antiphon - Purifikation - Schlussgebet: Postcommunio                                                                                                | - Oremus: Praeceptis salutaribus monitiMuttersprache - Paternoster (kein Amen)Muttersprache - Libera nosMuttersprache - Brotbrechung und Vermischung (mit Pax Domini)Muttersprache - Agnus DeiMuttersprache - Friedensgebet: Domine Iesu Christe, qui dixisti - Vorbereitungsgebete - Ecce Agnus DeiMuttersprache - Domine, non sum dignus (×3)Muttersprache - Kommunion mit Communio-Antiphon, Neu: Spendungsformel „Der Leib Christi“Muttersprache - Purifikation - Schlussgebet: PostcommunioMuttersprache |
| Entlassung | Entlassung |
| - Entlassungsruf: Ite missa est - Schlussbitte: Placeat tibi Sancta Trinitas - Segen: Benedicat vos - Schlussevangelium - Rezess - Gebete nach der Messfeier | - Entlassungsruf: Ite missa estMuttersprache - Schlussbitte: Placeat tibi Sancta Trinitas - Segen: Benedicat vosMuttersprache - Entfällt: Schlussevangelium - Rezess - Gebete nach der Messfeier(Muttersprache) Entfällt: Leonianische Gebete |

### Missale Romanumvon 1570/1962 undMessbuchvon 1975

#### Grundlagen
Für die Heilige Messe in der forma extraordinaria nach dem Missale Romanum Johannes' XXIII. von 1962 und der forma ordinaria nach dem Missale Romanum Pauls VI. von 1970 bzw. der deutschen Übersetzung im Messbuch ergeben sich folgende Änderungen:
|                        | Missale Romanum von 1962                                                                           | Missale Romanum von 1970/Messbuch von 1975                                                            |
| ---------------------- | -------------------------------------------------------------------------------------------------- | --- |
| Grundlagen             | | |
| Aufbau der Messe       | - Vorbereitungsgebet - Vormesse - Opfermesse (Opfervorbereitung, -handlung und -mahl) - Entlassung | - Eröffnung - Wortgottesdienst - Eucharistiefeier (Gabenbereitung, Hochgebet, Kommunion) - Entlassung |
| Sakralsprache          | Latein                                                                                             | Latein oder Volkssprache                                                                              |
| Gebetsrichtung         | de facto: ad orientem (Hochaltar)                                                                  | de facto: versus populum (Volksaltar)                                                                 |
| Standort des Priesters | durchgehend am Altar                                                                               | Altar, Sedilien, Ambo                                                                                 |
| Liturgische Gewänder   | | faktische Abschaffung einiger Kleidungsstücke wie Tunicella, Manipel etc.                             |
| Formen der Messe       | - Missa lecta - Missa cantata - Levitenamt - Pontifikalamt vom Thron oder vom Faldistorium herab   | - Gemeindemesse - Pontifikalamt - Konzelebration                                                      |

#### Ordo Missae (Aufbau der Messe)
| Missale Romanum von 1962   | Missale Romanum von 1962 | Missale Romanum von 1962 | Missale Romanum von 1962 | Missale Romanum von 1962 | Laufende Nr. (verändert (+) / entfallen (*)) | Laufende Nr. (verändert (+) / entfallen (*)) | Missale Romanum von 1970/Messbuch von 1975 | Missale Romanum von 1970/Messbuch von 1975 | Missale Romanum von 1970/Messbuch von 1975 | Missale Romanum von 1970/Messbuch von 1975 | Missale Romanum von 1970/Messbuch von 1975 |
| Körperhaltung der Gemeinde | Gattung                  | Ort                      | Ausführender             | Element | Laufende Nr. (verändert (+) / entfallen (*)) | Laufende Nr. (verändert (+) / entfallen (*)) | Element | Ausführender                               | Ort                                        | Gattung                                    | Körperhaltung der Gemeinde                 |
| -------------------------- | ------------------------ | ------------------------ | ------------------------ | --- | -------------------------------------------- | -------------------------------------------- | --- | ------------------------------------------ | ------------------------------------------ | ------------------------------------------ | ------------------------------------------ |
|                            | still                    | Sakr                     | P                        | Vorbereitungsgebet |                                              | 1                                            | Versammeln der Gemeinde | G                                          |                                            |                                            |                                            |
|                            |                          |                          |                          | |                                              |                                              | Eröffnung |                                            |                                            |                                            |                                            |
|                            | –                        | Sakr                     | PM                       | Einzug | 2                                            | 2                                            | Einzug | PA                                         |                                            |                                            |                                            |
|                            | –                        | MiEp                     | P                        | Bereiten des Altars | 18                                           |                                              | |                                            |                                            |                                            |                                            |
|                            |                          |                          |                          | |                                              | 3+                                           | Eröffnungsvers, Gesang zur Eröffnung | KG                                         |                                            | Gesang                                     | Stehen                                     |
|                            | Dialog                   | St                       | PM                       | Stufengebet, Confiteor, Vergebungsbitte | 6*                                           |                                              | |                                            |                                            |                                            |                                            |
|                            | still                    | Mi                       | P                        | Altarkuss (ggf. mit Inzens) | 4                                            | 4                                            | Altarkuss (ggf. mit Inzens von Altar und Priester) | PD                                         |                                            |                                            |                                            |
|                            |                          |                          |                          | |                                              | 5                                            | - Ansprache: „Im Namen des Vaters …“ - Grußworte | P                                          | Sedilien                                   | D                                          | Stehen                                     |
|                            |                          |                          |                          | |                                              | 6*                                           | fakultativ: Bußakt | G                                          | Sedilien                                   | laut gesprochener Text                     | Stehen                                     |
|                            |                          |                          |                          | Vormesse |                                              |                                              | |                                            |                                            |                                            |                                            |
|                            |                          | Ep                       | P                        | Introitusvers | 3+                                           |                                              | |                                            |                                            |                                            |                                            |
|                            |                          | Ep                       | PM                       | Kyrie (je dreimaliger Ruf) |                                              | 7+                                           | Kyrie (je zweimaliger Ruf) | PKG                                        |                                            |                                            |                                            |
|                            |                          | Ep                       | P                        | Gloria |                                              | 8                                            | Gloria oder Glorialied | Gemeinde                                   |                                            |                                            |                                            |
|                            |                          |                          | P                        | Oratio (Kirchengebet) |                                              | 9+                                           | Tagesgebet (ggf. einführende Worte) | PGemeinde                                  |                                            |                                            |                                            |
|                            |                          |                          |                          | |                                              |                                              | Wortgottesdienst |                                            |                                            |                                            |                                            |
|                            |                          | Ep                       | P oder Sd                | Epistel (1 Lesejahr) |                                              | 10                                           | 1. Lesung (3 bzw. 2 Lesejahre) | L                                          |                                            |                                            |                                            |
|                            |                          | Ep                       | P                        | Graduale |                                              | 11*                                          | Antwortpsalm oder Zwischengesang | KG                                         |                                            |                                            |                                            |
|                            |                          |                          |                          | |                                              | 12*                                          | 2. Lesung (3 bzw. 2 Lesejahre) |                                            |                                            |                                            |                                            |
|                            |                          | Ep                       | P, Schola                | Tractus, Halleluja-Ruf, Sequenz |                                              | 13                                           | Ruf vor dem Evangelium, Traktus, Sequenz, ggf. mit Evangelienprozession | KG                                         |                                            |                                            |                                            |
|                            |                          | Ev                       | P oder D                 | Evangelium (1 Lesejahr) | 14                                           | 14                                           | Evangelium | D                                          |                                            |                                            |                                            |
|                            |                          | Kn oder Am               | P                        | Unterbrechung der Heiligen Messe zur Predigt und zur Verlesung der Lesung und des Evangeliums in der Landessprache | 15+                                          | 15+                                          | Homilie als Teil der Liturgie | P                                          |                                            |                                            |                                            |
|                            |                          | Mi                       | P                        | Credo | 16                                           | 16                                           | Glaubensbekenntnis | G                                          |                                            |                                            |                                            |
|                            |                          |                          |                          | |                                              | 17*                                          | Fürbitten | PDG                                        |                                            |                                            |                                            |
|                            |                          |                          |                          | Opfermesse |                                              |                                              | Eucharistiefeier |                                            |                                            |                                            |                                            |
|                            |                          |                          |                          | Opfervorbereitung |                                              |                                              | Gabenbereitung |                                            |                                            |                                            |                                            |
|                            |                          | Mi                       | P                        | Offertoriumsvers | 20+                                          |                                              | |                                            |                                            |                                            |                                            |
|                            |                          |                          |                          | |                                              | 18+                                          | Bereiten des Altares | DA                                         |                                            |                                            |                                            |
|                            |                          |                          |                          | |                                              | 19                                           | Herbeibringen der Gaben, ggf. Opfergang | A, evtl. G                                 |                                            |                                            |                                            |
|                            |                          |                          |                          | |                                              | 20+                                          | Gesang zur Gabenbereitung | KG                                         |                                            |                                            |                                            |
|                            |                          | Mi                       | P                        | Darbringung des Brotes: - Erheben von Brot und Wein bis Brusthöhe, klare Herausstellung des Opfercharakters durch begleitende Gebete („nimm diese makellose Opfergabe gnädig an“)                                                | 21                                           | 21                                           | Darbringung des Brotes | P                                          |                                            |                                            |                                            |
|                            |                          | Ep                       | P (D)                    | Bereiten des Kelches, ggf. Inzens von Gaben, Kreuz, Priester, Assistenz und Gemeinde | 22                                           | 22                                           | Bereiten des Kelches | D                                          |                                            |                                            |                                            |
|                            |                          | Mi                       | P                        | Darbringung des Kelches | 23                                           | 23                                           | Darbringung des Kelches (ggf. Inzens von Gaben, Priester und Gemeinde) | P (PDA)                                    |                                            |                                            |                                            |
|                            |                          | Ep                       | P                        | Händewaschung, Begleitgebet, Apologie: „Suscipe, Sancta Trinitas“* | 24*                                          | 24+                                          | Händewaschung, Begleitgebet | P                                          |                                            |                                            |                                            |
|                            |                          | Mi                       | PM                       | Orate, fratres – Sucipiat | 25+                                          | 25+                                          | Gebetseinladung | P                                          |                                            |                                            |                                            |
|                            |                          | Mi                       | P                        | Secreta (Stillgebet) | 26*                                          | 26+                                          | Gabengebet, Amen | PG                                         |                                            |                                            |                                            |
|                            |                          |                          |                          | Opferhandlung (Wandlung) |                                              |                                              | Eucharistisches Hochgebet |                                            |                                            |                                            |                                            |
|                            |                          | Mi                       | P                        | Einladung, Präfation | 27                                           | 27                                           | Einladung Präfation | P                                          |                                            |                                            |                                            |
|                            |                          | Mi                       | PM                       | Sanctus | 28                                           | 28                                           | Sanctus | G                                          |                                            |                                            |                                            |
|                            |                          | Mi                       | PM                       | Canon Romanus leise gebetet („Kanonstille“) - Elevation, über 20 Kreuzzeichen und 4 Kniebeugen des Priesters, tiefe Verbeugung beim Sprechen der Einsetzungsworte - keine Akklamation Geheimnis des Glaubens - Doxologie, „Amen“ | 29+                                          | 29+                                          | Canon Romanus und zahlreiche weitere Hochgebete II–IV - Post-Sanctus - Wandlungsepiklese - Einsetzungsbericht - Zeigen der Gestalten von Brot und Wein, 2 Kniebeugen - Akklamation: Geheimnis des Glaubens - Anamnese - Annahmebitte und Kommunionepiklese - Interzessionen - Doxologie - Amen | P                                          |                                            |                                            |                                            |
|                            |                          |                          |                          | Opfermahl |                                              |                                              | Kommunion |                                            |                                            |                                            |                                            |
|                            |                          | Mi                       | PM                       | Vaterunser | 30                                           | 30                                           | Vaterunser | G                                          |                                            |                                            |                                            |
|                            |                          | Mi                       | P                        | Embolismus | 31+                                          | 31+                                          | Embolismus | P                                          |                                            |                                            |                                            |
|                            |                          |                          |                          | |                                              | 31*                                          | Doxologie | G                                          |                                            |                                            |                                            |
|                            |                          |                          |                          | |                                              | 33+                                          | Friedensgebet | P                                          |                                            |                                            |                                            |
|                            |                          |                          |                          | |                                              | 34*                                          | Friedenswunsch | PG                                         |                                            |                                            |                                            |
|                            |                          |                          |                          | |                                              | 35*                                          | Friedensgruß | G                                          |                                            |                                            |                                            |
|                            |                          | Mi                       | P                        | Brotbrechung | 36                                           | 36                                           | Brotbrechung | P                                          |                                            |                                            |                                            |
|                            |                          | Mi                       | P                        | Friedenswunsch | 34                                           |                                              | |                                            |                                            |                                            |                                            |
|                            |                          | Mi                       | P                        | Mischung, Begleitgebet | 37                                           | 37                                           | Mischung, Begleitgebet | P                                          |                                            |                                            |                                            |
|                            |                          | Mi                       | P, Schola                | Agnus Dei | 38+                                          | 38                                           | Agnus Dei | KG                                         |                                            |                                            |                                            |
|                            |                          | Mi                       | P                        | Friedensgebet | 33+                                          |                                              | |                                            |                                            |                                            |                                            |
|                            |                          | Mi                       | PD                       | Pax | 35                                           |                                              | |                                            |                                            |                                            |                                            |
|                            |                          | Mi                       | P                        | 2 Kommuniongebete | 39+                                          | 39+                                          | (Stilles) Kommuniongebet | P                                          |                                            |                                            |                                            |
|                            |                          |                          |                          | |                                              | 40                                           | Seht das Lamm Gottes | P                                          |                                            |                                            |                                            |
|                            |                          |                          | PM                       | - erneutes Confiteor der Ministranten mit Vergebungsbitte und Absolution - Misereatur, Indulgentiam | 41+                                          | 41+                                          | Einmaliges „Herr, ich bin nicht würdig“, während der Priester die gebrochene Zelebrationshostie erhebt | G                                          |                                            |                                            |                                            |
|                            |                          | Mi                       | P                        | Kommunion des Priesters unter beiderlei Gestalten | 42+                                          | 42                                           | Kommunion des Priesters unter beiderlei Gestalten | PD                                         |                                            |                                            |                                            |
|                            |                          | Mi                       | P                        | Ecce Agnus Dei | 40                                           |                                              | |                                            |                                            |                                            |                                            |
|                            |                          | Mi                       | P                        | Dreimaliges Domine, non sum dignus, während der Priester eine gewöhnliche Hostie erhebt | 41+                                          |                                              | |                                            |                                            |                                            |                                            |
|                            |                          | Kb                       | G                        | Kommunion Gemeinde: - Mundkommunion im Knien nur durch den Priester oder Diakon | 43+                                          | 43+                                          | Kommunion der Gemeinde: - Mundkommunion oder Handkommunion, Kommunionspendung durch Priester oder Kommunionhelfer, Empfang stehend oder kniend - Kommunion unter beiderlei Gestalten für bestimmte Gruppen und Anlässe                                                                         | G                                          |                                            |                                            |                                            |
|                            |                          |                          | Ep                       | Ablution, 2 Begleitgebete | 45+                                          |                                              | |                                            |                                            |                                            |                                            |
|                            |                          | Ep                       | P                        | Communiovers | 44+                                          | 44+                                          | Gesang zur Kommunion | KG                                         |                                            |                                            |                                            |
|                            |                          |                          |                          | |                                              | 45+                                          | Ablution, Begleitgebet | P                                          |                                            |                                            |                                            |
|                            |                          |                          |                          | |                                              | 46+                                          | Danksagung: Stille/Gesang | G                                          |                                            |                                            |                                            |
|                            |                          |                          |                          | Entlassung |                                              |                                              | Entlassung |                                            |                                            |                                            |                                            |
|                            |                          | Ep                       | P                        | Postcommunio | 47+                                          | 47+                                          | Schlussgebet | PG                                         |                                            |                                            |                                            |
|                            |                          |                          |                          | |                                              | 48*                                          | gemeindliche Verlautbarungen | PD                                         |                                            |                                            |                                            |
|                            |                          | Ep                       | P                        | Oratio super populum | 49+                                          | 49+                                          | Gebet über das Volk | P                                          |                                            |                                            |                                            |
|                            |                          | Mi                       | P                        | „Ite, missa est“, Apologie: „Placeat tibi Sancta Trinitas“* | 51                                           |                                              | |                                            |                                            |                                            |                                            |
|                            |                          | Mi - Ev - St             | PM                       | Schlusssegen - mit Schlussevangelium - in Stillmessen: Leonianische Gebete | 50                                           | 50+                                          | (feierlicher) Schlusssegen, ggf. Schlusswort | P                                          |                                            |                                            |                                            |
|                            |                          |                          |                          | |                                              | 51                                           | Entlassung: „Gehet hin in Frieden!“ | D                                          |                                            |                                            |                                            |
|                            |                          |                          | PM                       | Rezess | 52                                           | 52                                           | Auszug, ggf. mit Altarkuss | PDA                                        |                                            |                                            |                                            |
|                            |                          |                          | (P)                      | (private Danksagung) | 46                                           |                                              | (private Danksagung) | (PG)                                       |                                            |                                            |                                            |

## Stundengebet
Laudes
| Laudes 1570                  | Laufende Nr. (verändert (+) / entfallen (*)) | Laufende Nr. (verändert (+) / entfallen (*)) | Laudes 1970                                      |
| ---------------------------- | -------------------------------------------- | -------------------------------------------- | ------------------------------------------------ |
| Pater noster                 |                                              |                                              |                                                  |
| Ave Maria                    |                                              |                                              |                                                  |
| Eröffnung                    | 1                                            | 1                                            | Eröffnung                                        |
|                              |                                              | 2                                            | Hymnus                                           |
| Psalmen, Canticum            | 3                                            | 3                                            | drei Psalmen oder Cantica mit Antiphonen         |
| Kapitellesung                | 4                                            | 4                                            | Kurzlesung                                       |
| Hymnus                       | 2                                            |                                              |                                                  |
|                              |                                              |                                              | Responsorium („Wechselgesang“ als Antwortgesang) |
| Canticum Benedictus          | 5                                            | 5                                            | Benedictus (Lk 1,68–79 )                         |
|                              |                                              | 6                                            | in Laudes und Vesper: Fürbitten und Vater unser  |
| Oratio                       | 7                                            | 7                                            | Oration                                          |
| Conclusio                    |                                              |                                              |                                                  |
|                              |                                              | 8                                            | Segensbitte                                      |
| Vater unser                  | 6                                            |                                              |                                                  |
| Schlussantiphon Salve Regina |                                              |                                              |                                                  |
| Gebet                        |                                              |                                              |                                                  |

## Rituale

### Taufritus (Kindertaufe)
Zwischen dem Rituale Romanum Papst Pauls V. 1615 und dem Rituale Pauls VI. von 1971 ergaben sich folgende Änderungen des Taufritus:
| Rituale Paul V. (1615) | Rituale Paul V. (1615)                                                         | Laufende Nr. (verändert (+) / entfallen (*)) | Laufende Nr. (verändert (+) / entfallen (*)) | Rituale Paul VI. (1971)                      | Rituale Paul VI. (1971) |
| Ort                    | Element                                                                        | Laufende Nr. (verändert (+) / entfallen (*)) | Laufende Nr. (verändert (+) / entfallen (*)) | Element                                      | Ort                     |
| ---------------------- | ------------------------------------------------------------------------------ | -------------------------------------------- | -------------------------------------------- | -------------------------------------------- | ----------------------- |
| Kirchenpforte          | Am Kircheneingang                                                              |                                              |                                              | Eröffnung der Feier                          | Eingang oder Kirche     |
|                        | Begrüßung und Segnung                                                          | 1                                            | 1                                            | Begrüßung                                    |                         |
|                        |                                                                                |                                              | 2                                            | Gespräch mit den Eltern                      |                         |
|                        |                                                                                |                                              | 3                                            | Wort an die Paten                            |                         |
|                        | Salzritus                                                                      |                                              |                                              |                                              |                         |
|                        | Exorzismus                                                                     |                                              |                                              |                                              |                         |
| Eingang Taufkapelle    | Am Eingang der Taufkapelle                                                     |                                              |                                              | Wortgottesdienst                             | Kirche                  |
|                        | Glaubensbekenntnis                                                             |                                              |                                              |                                              |                         |
|                        | Vaterunser                                                                     | 19                                           |                                              |                                              |                         |
|                        |                                                                                |                                              | 4                                            | Einladung                                    |                         |
|                        |                                                                                |                                              | 5                                            | Lesungen                                     |                         |
|                        |                                                                                |                                              | 6                                            | Homilie                                      |                         |
|                        |                                                                                |                                              | 7                                            | Bezeichnung mit dem Kreuzzeichen             |                         |
|                        |                                                                                |                                              | 8                                            | Fürbitten                                    |                         |
|                        | Zweiter Exorzismus                                                             | 9+                                           | 9                                            | Exorzismusgebet                              |                         |
|                        | Effataritus                                                                    | 18                                           |                                              |                                              |                         |
|                        | Befragung 1. Teil                                                              |                                              |                                              |                                              |                         |
|                        | Salbung mit Katechumenenöl                                                     | 10+                                          | 10                                           | Salbung mit Katechumenenöl                   |                         |
| Taufkapelle            | In der Taufkapelle                                                             |                                              |                                              | Spendung der Taufe                           | Taufbrunnen             |
|                        |                                                                                |                                              | 11                                           | Lobpreis und Anrufung Gottes über das Wasser |                         |
|                        |                                                                                |                                              | 12                                           | Taufwasserweihe                              |                         |
|                        | Befragung 2. Teil                                                              | 13+                                          | 13                                           | Widersagen und Glaubensbekenntnis            |                         |
|                        | Taufe                                                                          | 14                                           | 14                                           | Taufe                                        |                         |
|                        | Chrisamsalbung                                                                 | 15                                           | 15                                           | Salbung mit Chrisam                          |                         |
|                        | Übergabe des weißen Kleides                                                    | 16                                           | 16                                           | Überreichung des weißen Kleides              |                         |
|                        | Überreichung der brennenden Kerze                                              | 17                                           | 17                                           | Übergabe der brennenden Kerze                |                         |
|                        |                                                                                |                                              | 18                                           | Effataritus                                  |                         |
|                        | Priester: „N., geh hin in Frieden, und der Herr sei mit dir.“ Antwort: „Amen.“ |                                              |                                              | Abschluss der Tauffeier                      |                         |
|                        |                                                                                |                                              | 19                                           | Vaterunser                                   |                         |
|                        |                                                                                |                                              | 20                                           | Segen                                        |                         |

### Firmritus
Zwischen dem Rituale Romanum Papst Pauls V. 1615 und dem Rituale Pauls VI. von 1971 ergaben sich folgende Änderungen des Firmritus:
| Rituale Paul V. (1615) | Rituale Paul V. (1615)         | Laufende Nr. (verändert (+) / entfallen (*)) | Laufende Nr. (verändert (+) / entfallen (*)) | Rituale Paul VI. (1971)               | Rituale Paul VI. (1971) |
| Ort                    | Element                        | Laufende Nr. (verändert (+) / entfallen (*)) | Laufende Nr. (verändert (+) / entfallen (*)) | Element                               | Ort                     |
| ---------------------- | ------------------------------ | -------------------------------------------- | -------------------------------------------- | ------------------------------------- | ----------------------- |
|                        | Spendung der Firmung           |                                              |                                              | Wortgottesdienst der Hl. Messe        |                         |
|                        |                                |                                              |                                              | […] Lesungen, Homilie, Taufbekenntnis |                         |
|                        | Segenswunsch                   | 1+                                           | 1                                            | Gebetseinladung                       |                         |
|                        | Epiklese                       | 2+                                           | 2                                            | Ausbreitung der Hände (Epiklese)      |                         |
|                        | Erfragen des Namens            | 3                                            | 3                                            | Namensnennung                         |                         |
|                        | Spendung der Firmung           | 4                                            | 4                                            | Spendung der Firmung                  |                         |
|                        | Friedensgruß mit Backenstreich | 5+                                           | 5                                            | Friedensgruß                          |                         |
|                        | Bittgebet                      | 6+                                           | 6                                            | Fürbitten                             |                         |
|                        | keine Eucharistiefeier         |                                              |                                              | Eucharistiefeier                      |                         |
|                        | Schlussoration                 |                                              |                                              | Feierlicher Schlusssegen              |                         |

### Buße
| De sacramento Paenitentiae im Rituale Pauls V. (1614) | De sacramento Paenitentiae im Rituale Pauls V. (1614)                                                                   | Laufende Nr. (verändert (+) / entfallen (*)) | Laufende Nr. (verändert (+) / entfallen (*)) | Ordo paenitentiae im Rituale Pauls VI. (1971) | Ordo paenitentiae im Rituale Pauls VI. (1971) |
| Ort                                                   | Element | Laufende Nr. (verändert (+) / entfallen (*)) | Laufende Nr. (verändert (+) / entfallen (*)) | Element                                       | Ort                                           |
| ----------------------------------------------------- | --- | -------------------------------------------- | -------------------------------------------- | --------------------------------------------- | --------------------------------------------- |
|                                                       | |                                              | 1                                            | Begrüßung                                     |                                               |
|                                                       | |                                              | 2                                            | Ggf. kurze Lesung                             |                                               |
| Beichtstuhl                                           | Bekenntnis | 3                                            | 3                                            | Bekenntnis                                    |                                               |
|                                                       | „Confiteor Deo omnipotenti, et tibi, pater“                                                                             |                                              |                                              |                                               |                                               |
| Beichtstuhl                                           | Vermahnung | 4                                            | 4                                            | Ermahnung zur Reue                            |                                               |
| Beichtstuhl                                           | Bußauflage | 5                                            | 5                                            | Genugtuung                                    |                                               |
| Beichtstuhl                                           | Vergebungsbitte |                                              |                                              |                                               |                                               |
|                                                       | „Misereatur tui Omnipotens Deus“                                                                                        |                                              |                                              |                                               |                                               |
| Beichtstuhl                                           | Vergebungswunsch unter Ausstrecken der Hand                                                                             |                                              | 6                                            | Reuegebet                                     |                                               |
|                                                       | „Indulgentiam, absolutionem et remissionem peccatorum […]“                                                              |                                              |                                              |                                               |                                               |
| Beichtstuhl                                           | Absolutionsformel | 7                                            | 7                                            | Lossprechung                                  |                                               |
|                                                       | „Dominus noster Jesus Christus te absolvat, et ego auctoritate ipsius te absolvo ab omni vinculo excommunicationis […]“ |                                              |                                              |                                               |                                               |
| Beichtstuhl                                           | Bitte um Fürsprache der Heiligen                                                                                        |                                              | 8                                            | Dank und Entlassung                           |                                               |
|                                                       | „Passio Domini nostri Jesu Christi, merita Beatae Mariae Virginis, et omnium Sanctorum“                                 |                                              |                                              |                                               |                                               |

### Bischofsweihe
| Pontificale Romanum 1595/96 | Pontificale Romanum 1595/96 | Laufende Nr. (verändert (+) / entfallen (*)) | Laufende Nr. (verändert (+) / entfallen (*)) | Pontificale Romanum 1989                       | Pontificale Romanum 1989 |
| Ort                         | Element | Laufende Nr. (verändert (+) / entfallen (*)) | Laufende Nr. (verändert (+) / entfallen (*)) | Element                                        | Ort                      |
| --------------------------- | --- | -------------------------------------------- | -------------------------------------------- | ---------------------------------------------- | ------------------------ |
|                             | Feststellung der päpstlichen Vollmacht „Habetis mandatum apostolicum?“ |                                              |                                              |                                                |                          |
|                             | |                                              |                                              | Eröffnung                                      |                          |
| Seitenaltar                 | Einzug und Einkleidung |                                              |                                              | Einzug                                         |                          |
|                             | |                                              |                                              | Wortgottesdienst                               |                          |
|                             | |                                              |                                              | Bischofsweihe                                  |                          |
|                             | |                                              |                                              | Hymnus zum Heiligen Geist                      |                          |
|                             | Prüfung und Eid des Kandidaten |                                              |                                              | Versprechen des Erwählten                      |                          |
|                             | Rückzug zum Seitenaltar bis zum Hallelujah |                                              |                                              |                                                |                          |
|                             | Rückkehr zum Konsekrator; Aufzählung der Aufgaben des Bischofs: „Episcopum oportet judicare, interpretari, consecrare, ordinare, offerre, baptizare et confirmare“                                                                           |                                              |                                              |                                                |                          |
|                             | Allerheiligenlitanei; Kandidat legt sich auf die Erde |                                              |                                              | Allerheiligenlitanei                           |                          |
|                             | Konsekrator legt kniendem Kandidaten Evangeliar auf Nacken und Schulter |                                              |                                              |                                                |                          |
|                             | Handauflegung mit den Worten „Accipe Spiritum Sanctum“ |                                              |                                              | Handauflegung                                  |                          |
|                             | Weihegebet |                                              |                                              | Weihegebet                                     |                          |
|                             | Salbung des Hauptes und der Hände |                                              |                                              | Salbung des Hauptes                            |                          |
|                             | Segnung und Übergabe von Hirtenstab und Ring mit den Worten „Accipe baculum Pastoralis officii“ – „Accipe annulum fidei scilicet signaculum“; Konsekrator nimmt Evangeliar von den Schultern des Kandidaten und spricht: „Accipe Evangelium“ |                                              |                                              | Überreichung des Evangeliars und der Insignien |                          |
|                             | Friedenskuss |                                              |                                              | Friedensgruß                                   |                          |
|                             | Reinigung des Neugeweihten |                                              |                                              |                                                |                          |
|                             | |                                              |                                              | Glaubensbekenntnis                             |                          |
|                             | Opfermesse |                                              |                                              | Eucharistiefeier                               |                          |
|                             | Offertorium: Kandidat übergibt zwei Brote, zwei Fässchen Wein und zwei Wachskerzen an Konsekrator |                                              |                                              | Gabenbereitung                                 |                          |
|                             | […] |                                              |                                              | […]                                            |                          |
|                             | Entlassung |                                              |                                              | Entlassung                                     |                          |
|                             | |                                              |                                              | Schlussgebet                                   |                          |
|                             | |                                              |                                              | Te Deum                                        |                          |
|                             | Segen |                                              |                                              | Segen                                          |                          |
|                             | Übergabe von Mitra und Handschuhen an Neugeweihten |                                              |                                              |                                                |                          |
|                             | Konsekrator geleitet Neugeweihten zum Thron |                                              |                                              |                                                |                          |
|                             | Te Deum |                                              |                                              |                                                |                          |
|                             | Prozession des Neugeweihten durch die Kirche |                                              |                                              |                                                |                          |
|                             | Friedenskuss |                                              |                                              |                                                |                          |
|                             | Auszug und Ablegung des Gewandes - Joh 1,1ff. bei Auszug - bei der Ablegung des Gewandes: Antiphon Trium puerorum und Psalm Benedicite |                                              |                                              | Auszug                                         |                          |

### Feier der Trauung
| Rituale Paul V. (1615) | Rituale Paul V. (1615)                                                                                       | Laufende Nr. (verändert (+) / entfallen (*)) | Laufende Nr. (verändert (+) / entfallen (*)) | Rituale Paul VI. (1971)                                                  | Rituale Paul VI. (1971) |
| Ort                    | Element | Laufende Nr. (verändert (+) / entfallen (*)) | Laufende Nr. (verändert (+) / entfallen (*)) | Element                                                                  | Ort                     |
| ---------------------- | --- | -------------------------------------------- | -------------------------------------------- | ------------------------------------------------------------------------ | ----------------------- |
|                        | Trauung |                                              |                                              | Eröffnung                                                                |                         |
|                        | |                                              | 1                                            | Versammlung der Gemeinde                                                 |                         |
|                        | |                                              | 2                                            | Empfang der Brautleute am Kircheneingang                                 |                         |
|                        | |                                              | 3                                            | [Besprengung mit Taufwasser (Tauferinnerung)]                            |                         |
|                        | Einzug von Braut und Bräutigam zum Altar, Einzug des Priesters                                               |                                              |                                              | Einzug                                                                   |                         |
|                        | Gebet |                                              |                                              |                                                                          |                         |
|                        | Ggf. kurze Ansprache                                                                                         | 4                                            | 4                                            | Begrüßung und Einführung                                                 |                         |
|                        | |                                              | 5                                            | Kyrie                                                                    |                         |
|                        | |                                              | 6                                            | [Gloria]                                                                 |                         |
|                        | |                                              | 7                                            | Tagesgebet                                                               |                         |
|                        | |                                              |                                              | Wortgottesdienst                                                         |                         |
|                        | |                                              | 8                                            | Lesung                                                                   |                         |
|                        | |                                              | 9                                            | Antwortgesang                                                            |                         |
|                        | |                                              | 10                                           | Lesung                                                                   |                         |
|                        | |                                              | 11                                           | Halleluja                                                                |                         |
|                        | |                                              | 12                                           | Evangelium                                                               |                         |
|                        | |                                              | 13                                           | Homilie                                                                  |                         |
|                        | |                                              |                                              | Trauung                                                                  |                         |
|                        | |                                              | 15                                           | Befragung der Brautleute durch den Assistenten                           |                         |
|                        | Segnung der Ringe                                                                                            | 16                                           | 16                                           | Segnung der Ringe                                                        |                         |
|                        | Befragung, Übergabe der Ringe                                                                                | 17                                           | 17                                           | Erklärung des Ehewillens, dabei Anstecken der Ringe                      |                         |
|                        | Eheschließung                                                                                                |                                              |                                              |                                                                          |                         |
|                        | Bestätigung                                                                                                  | 18                                           | 18                                           | Bestätigung durch den Assistenten                                        |                         |
|                        | Segen (Psalm 127)                                                                                            |                                              |                                              |                                                                          |                         |
|                        | |                                              | 19                                           | Hochgebet über die Brautleute (Trauungssegen) unter Ausbreiten der Hände |                         |
|                        | Kyrie eleison                                                                                                |                                              |                                              |                                                                          |                         |
|                        | Pater noster                                                                                                 |                                              |                                              |                                                                          |                         |
|                        | Gebet |                                              |                                              |                                                                          |                         |
|                        | Segen mit erhobenen Händen                                                                                   | 19                                           |                                              |                                                                          |                         |
|                        | |                                              | 20                                           | [Musik/Gesang]                                                           |                         |
|                        | |                                              | 21                                           | Allgemeines Gebet                                                        |                         |
|                        | Heilige Messe                                                                                                |                                              |                                              | Eucharistiefeier                                                         |                         |
|                        | Vormesse |                                              |                                              |                                                                          |                         |
|                        | […] | 1–12                                         |                                              |                                                                          |                         |
|                        | Opfermesse                                                                                                   |                                              |                                              |                                                                          |                         |
|                        | […] |                                              |                                              |                                                                          |                         |
|                        | |                                              | 22                                           | Gabenbereitung                                                           |                         |
|                        | |                                              | 23                                           | Eucharistisches Hochgebet                                                |                         |
|                        | Vaterunser                                                                                                   | 24                                           | 24                                           | Vaterunser                                                               |                         |
|                        | Brautsegen „Propitiáre, Dómine, supplicatiónibus nostris“, „Deus, qui potestáte virtútis tuæ“ – „Libera nos“ |                                              |                                              |                                                                          |                         |
|                        | |                                              | 25                                           | Friedensritus                                                            |                         |
|                        | |                                              | 26                                           | Brotbrechung                                                             |                         |
|                        | Kommunion des Brautpaares unter beiderlei Gestalten                                                          | 27                                           | 27                                           | Kommunion                                                                |                         |
|                        | |                                              |                                              | Abschluss                                                                |                         |
|                        | „Ite, missa est“                                                                                             |                                              |                                              |                                                                          |                         |
|                        | Anrede an Brautpaar: „Deus Abraham, Deus Isaac et Deus Iacob sit vobíscum“                                   |                                              |                                              |                                                                          |                         |
|                        | Schlusssegen                                                                                                 | 28                                           | 28                                           | Feierlicher Schlusssegen                                                 |                         |
|                        | Besprengung des Brautpaares mit Weihwasser                                                                   |                                              |                                              |                                                                          |                         |
|                        | „Placeat tibi, Sancta Trinitas“                                                                              |                                              |                                              |                                                                          |                         |
|                        | Schlusssegen, Schlussevangelium                                                                              |                                              |                                              |                                                                          |                         |
|                        | |                                              | 29                                           | Entlassung                                                               |                         |

### Letzte Ölung/Krankensalbung
| Rituale Paul V. (1615) | Rituale Paul V. (1615) | Laufende Nr. (verändert (+) / entfallen (*)) | Laufende Nr. (verändert (+) / entfallen (*)) | Rituale Paul VI. (1971) | Rituale Paul VI. (1971) |
| Ort                    | Element | Laufende Nr. (verändert (+) / entfallen (*)) | Laufende Nr. (verändert (+) / entfallen (*)) | Element | Ort                     |
| ---------------------- | --- | -------------------------------------------- | -------------------------------------------- | --- | ----------------------- |
|                        | Begrüßung der Hausbewohner mit dem Friedensgruß V.: „Pax huic dómui.“ – R. „Et ómnibus habitántibus in ea.“                                     | 1                                            | 1                                            | Begrüßung der Hausbewohner mit dem Friedensgruß P.: „Der Friede des Herrn sei mit diesem Haus und mit allen, die darin wohnen.“ |                         |
|                        | Reichen eines Kreuzes |                                              |                                              | |                         |
|                        | Besprengung des Kranken mit Weihwasser: „Asperges me, Domine“                                                                                   | 2                                            | 2                                            | Besprengung der Anwesenden und des Krankenzimmers mit Weihwasser: „Dieses geweihte Wasser erinnere uns an den Empfang der Taufe und an Christus, der uns durch sein Leiden und seine Auferstehung erlöst hat.“                                                                                         |                         |
|                        | Gebet |                                              |                                              | |                         |
|                        | Buße |                                              |                                              | |                         |
|                        | […] | 3                                            | 3                                            | Sakramentale Beichte allein mit dem Kranken oder gemeinsames Sprechen des Schuldbekenntnises: P.: „Brüder und Schwestern, damit wir die Feier der Krankensalbung in der rechten Gesinnung begehen, prüfen wir uns selbst und bekennen unsere Schuld.“                                                  |                         |
|                        | Viaticum |                                              |                                              | |                         |
|                        | „Accipe, frater (soror), Viaticum Corporis Domini nostri Jesu Christi, qui te custodiat ab hoste maligno, et perducat in vitam aeternam. Amen.“ | 9                                            |                                              | |                         |
|                        | Krankensalbung |                                              |                                              | Krankensalbung |                         |
|                        | Sprechen der sieben Bußpsalmen, der Allerheiligenlitanei oder anderer Fürbittgebete                                                             | 4                                            | 4                                            | Lesung und Fürbitten |                         |
|                        | Exorzismus | 5+                                           | 5+                                           | Handauflegung, P.: „Sei gepriesen, Gott, allmächtiger Vater: Für uns und zu unserem Heil hast du deinen Sohn in diese Welt gesandt. Wir loben dich.“ |                         |
|                        | Salbung von Augen, Ohren, Nase, Mund, Hand, Füßen, P.: „Per istam sanctam unctio + nem“                                                         | 6+                                           | 6+                                           | Salbung von Stirn und Händen, P.: „Durch diese heilige Salbung helfe dir der Herr in seinem reichen Erbarmen, er stehe dir bei mit der Kraft des Heiligen Geistes.“ (Salbung der Stirn) – „Der Herr, der dich von Sünden befreit, rette dich, in seiner Gnade richte er dich auf.“ (Salbung der Hände) |                         |
|                        | Kyrie |                                              |                                              | |                         |
|                        | |                                              | 7                                            | Gebet |                         |
|                        | Vaterunser | 8                                            | 8                                            | Vaterunser |                         |
|                        | |                                              |                                              | Krankenkommunion |                         |
|                        | |                                              | 9                                            | […] |                         |
|                        | Schlussgebete |                                              |                                              | Segen, P.: „Es segne dich Gott, der Vater.“ |                         |

### Begräbnis
| Rituale Paul V. (1615) | Rituale Paul V. (1615)                                                                    | Laufende Nr. (verändert (+) / entfallen (*)) | Laufende Nr. (verändert (+) / entfallen (*)) | Rituale Paul VI. (1971) | Rituale Paul VI. (1971) |
| Ort                    | Element                                                                                   | Laufende Nr. (verändert (+) / entfallen (*)) | Laufende Nr. (verändert (+) / entfallen (*)) | Element | Ort                     |
| ---------------------- | ----------------------------------------------------------------------------------------- | -------------------------------------------- | -------------------------------------------- | --- | ----------------------- |
|                        | Station 1: Im Haus des Verstorbenen                                                       |                                              |                                              | Station 1: Beim Trauerhaus |                         |
|                        |                                                                                           |                                              |                                              | Eröffnung |                         |
|                        | Der Leichnam wird mit Weihwasser besprengt                                                |                                              |                                              | |                         |
|                        | Antiphon „Si iniquitates“                                                                 |                                              |                                              | |                         |
|                        |                                                                                           |                                              |                                              | Begrüßung (Im Namen des Vaters oder biblischer Gruß oder biblisches Votum oder Begrüßung mit freien Worten)                                                                                       |                         |
|                        | Psalm 130                                                                                 |                                              |                                              | Psalm 130 |                         |
|                        |                                                                                           |                                              |                                              | Kyrie-Rufe |                         |
|                        |                                                                                           |                                              |                                              | Gebet |                         |
|                        |                                                                                           |                                              |                                              | Prozession zur Kirche |                         |
|                        |                                                                                           |                                              |                                              | Kreuzträger an der Spitze, Zelebrant vor dem Sarg, Lieder, Antiphonen oder stilles Gebet |                         |
|                        | Station 2: In der Kirche                                                                  |                                              |                                              | Station 2: In der Kirche |                         |
|                        |                                                                                           |                                              |                                              | Eucharistiefeier oder Wortgottesdienst |                         |
|                        | Einzug in Kirche, Antiphon „Exsultabunt Domino“                                           |                                              |                                              | Einzug in Kirche unter Gesang oder Orgelspiel |                         |
|                        | Responsorium „Subvenite, Sancti Dei“                                                      |                                              |                                              | |                         |
|                        | Officium Defunctorum, Kyrie, Vaterunser, Gebet, heilige Messe (mit der Sequenz Dies irae) |                                              |                                              | Heilige Messe, Beginn unmittelbar mit Lesungen |                         |
|                        |                                                                                           |                                              |                                              | […] |                         |
|                        |                                                                                           |                                              |                                              | Verabschiedung |                         |
|                        |                                                                                           |                                              |                                              | Gebet |                         |
|                        |                                                                                           |                                              |                                              | Responsorium „Libera Me“ |                         |
|                        |                                                                                           |                                              |                                              | Kyrie |                         |
|                        |                                                                                           |                                              |                                              | Vaterunser |                         |
|                        |                                                                                           |                                              |                                              | Gedenkworte |                         |
|                        |                                                                                           |                                              |                                              | Stilles Gedenken |                         |
|                        |                                                                                           |                                              |                                              | Gesang |                         |
|                        |                                                                                           |                                              |                                              | Anrufungen |                         |
|                        | Gebet                                                                                     |                                              |                                              | Gebet |                         |
|                        |                                                                                           |                                              |                                              | Votum („Wir haben hier keine bleibende Stätte“) |                         |
|                        |                                                                                           |                                              |                                              | Prozession zum Grab |                         |
|                        | In paradisum                                                                              |                                              |                                              | Kreuzträger an der Spitze, Zelebrant vor dem Sarg, Lieder, Antiphonen oder stilles Gebet, Gesang In paradisum                                                                                     |                         |
|                        | Station 3: Auf dem Friedhof                                                               |                                              |                                              | Station 3: Am Grab |                         |
|                        |                                                                                           |                                              |                                              | Beisetzung |                         |
|                        | Segnung des Grabes                                                                        |                                              |                                              | |                         |
|                        | Weihwasser auf Leichnam und Grab                                                          |                                              |                                              | |                         |
|                        |                                                                                           |                                              |                                              | Gebet |                         |
|                        |                                                                                           |                                              |                                              | Persönliches Wort (Abschied und Hoffnung auf die Auferstehung) |                         |
|                        | Einsenken des Sarges                                                                      |                                              |                                              | Einsenken des Sarges |                         |
|                        | Antiphon                                                                                  |                                              |                                              | |                         |
|                        | Benediktus                                                                                |                                              |                                              | |                         |
|                        | Kyrie                                                                                     |                                              |                                              | |                         |
|                        | Vaterunser                                                                                |                                              |                                              | |                         |
|                        | Gebet                                                                                     |                                              |                                              | |                         |
|                        |                                                                                           |                                              |                                              | Schriftwort, gesprochen oder gesungen (Joh 11,25 ; Jes 31,1 ; 1 Kor 15 ) |                         |
|                        |                                                                                           |                                              |                                              | Bestattungsformel („Wir übergeben den Leib der Erde.“) |                         |
|                        |                                                                                           |                                              |                                              | Besprengen des Sarges mit Weihwasser (Begleitwort erinnert an die Taufe) |                         |
|                        |                                                                                           |                                              |                                              | [Beräucherung des Sarges mit Begleitwort] |                         |
|                        |                                                                                           |                                              |                                              | Erdwurf („Von der Erde bist du genommen, und zur Erde kehrst du zurück.“) |                         |
|                        |                                                                                           |                                              |                                              | Bezeichnung mit dem Kreuzzeichen |                         |
|                        | Kreuzzeichen                                                                              |                                              |                                              | Zelebrant steckt Kreuz in Erde („Das Zeichen unserer Hoffnung, das Kreuz unseres Herrn Jesus Christus, sei aufgerichtet über deinem Grab. Der Friede sei mit dir.“)                               |                         |
|                        |                                                                                           |                                              |                                              | Gesang |                         |
|                        |                                                                                           |                                              |                                              | Auferstehungs- oder Credo-Lied, Magnificat, Benedictus, Nunc dimittis oder gesprochenes Glaubensbekenntnis                                                                                        |                         |
|                        |                                                                                           |                                              |                                              | Gebet für Verstorbene und Lebende |                         |
|                        | Fürbitte                                                                                  |                                              |                                              | Fürbitten |                         |
|                        |                                                                                           |                                              |                                              | Gebet des Herrn |                         |
|                        |                                                                                           |                                              |                                              | Schlussgebet |                         |
|                        |                                                                                           |                                              |                                              | Gegrüßet seist du, Maria oder ein anderes Mariengebet oder Marienlied |                         |
|                        |                                                                                           |                                              |                                              | Abschließendes Segenswort |                         |
|                        |                                                                                           |                                              |                                              | Zelebrant: „Herr, gib ihm/ihr und allen Verstorbenen die ewige Ruhe.“ – A.: „Und das ewige Licht leuchte ihnen.“ – Z.: „Lass sie ruhen in Frieden.“ – A. „Amen“. [Oder Feierlicher Schlusssegen.] |                         |
|                        |                                                                                           |                                              |                                              | Die Anwesenden treten an das Grab, Ausdruck der Anteilnahme in ortsüblicher Weise |                         |

### Liturgische Bücher
Liturgische Bücher vor der Reform
- Rituale Romanum Pauls V. in der Fassung von 1853 (Latein)
- Gekürzte zweisprachige Ausgabe des Rituale Romanum (Latein/Deutsch)

Liturgische Bücher nach der Reform
- Rituale Romanum – Ordo paenitentiae (1974, Latein)
- Die kirchliche Begräbnisfeier auf der Grundlage der Editio typica 1969 (2009, Deutsch)

### Sekundärliteratur
Zum Ordo Missae
- Deutsches Liturgisches Institut (Hrsg.): Der Römische Ritus im Missale von 1962 und im Missale von 1970/Messbuch 1975. 2007 (liturgie.de [PDF]).
- Hans-Jürgen Feulner: Der Ordo Missae von 1965 und das Missale Romanum von 1962. In: Helmut Hoping, Winfried Haunerland, Stephan Wahle (Hrsg.): Römische Messe und Liturgie in der Moderne. Verlag Herder, 2016, ISBN 978-3-451-80588-2, S. 103 (129 ff.).
- Hans Bernhard Meyer: Eucharistie: Geschichte, Theologie, Pastoral; zum Gedenken an den 100. Geburtstag von Josef Andreas Jungmann SJ am 16. November 1989. In: Gottesdienst der Kirche: Handbuch der Liturgiewissenschaft. Band IV. Pustet, Regensburg 1989, ISBN 3-7917-1200-4, S. 324 ff.

Zum Taufritus
- Walter Lang: Veränderungen durch die Liturgiereform bei der Spendung von Taufe und Firmung. In: Schriften des Initiativkreises katholischer Laien und Priester in der Diözese Augsburg. Nr. 20, 1999.

Zum Firmritus
- Walter Lang: Veränderungen durch die Liturgiereform bei der Spendung von Taufe und Firmung. In: Schriften des Initiativkreises katholischer Laien und Priester in der Diözese Augsburg. Nr. 20, 1999.